# Dietmar Büttner
Dietmar Herbert Büttner (* 6. Dezember 1939 in Chemnitz; † 31. Januar 2021 in Uelsby) war ein deutscher Maler und Grafiker.

## Leben
Büttner absolvierte von 1953 bis 1957 in Karl-Marx-Stadt eine Lehre als Bohrwerksdreher und studierte von 1959 bis 1965 an der Hochschule für Bildende Künste Dresden in der Fachrichtung Freie Malerei/Grafik bei Paul Michaelis. Dort absolvierte er 1966 bis 1969 eine Aspirantur. Von 1969 bis 1979 arbeitete er in Dresden als freischaffender Künstler, ging er Unterrichtstätigkeiten nach und arbeitete er an der künstlerischen Gestaltung städtebaulicher Maßnahmen mit. Dann war er Assistent, später Oberassistent, ab 1978 Gastdozent, und trotz schwerer politischer Repressionen ab 1981 Hochschuldozenten mit künstlerischer Lehrtätigkeit. Eine seiner Schülerinnen war Angela Hampel. Büttner war Mitglied des Verbands Bildender Künstler der DDR.
Als er 1984 einen Ausreiseantrag in die Bundesrepublik stellte, wurde ihm die Lehrerlaubnis entzogen. 1985 übersiedelte er in die Bundesrepublik, wo ihm 1992 die Lehrerlaubnis aufgrund von rechtswidrigem Entzug wiedererteilt wurde. Als freiberuflicher Künstler lebte und arbeitete er in Karlsruhe und ab 1999 in Schleswig-Holstein.

## Werk
Büttner  löste sich Ende der 1960er Jahre zunehmend von der figurativen Darstellung. Er wandte unterschiedliche Drucktechniken, wie Holz- und Hartfaserdrucke, Linol- und Schablonenabdeckdrucke, in seinen Arbeiten an. Zudem entwickelte er mit Offsethanddrucken auf der Radierpresse ein neues Verfahren, das Korrekturen noch im technischen Ablauf erlaubt. Auch die Verwendung unterschiedlichster Materialien, wie Lack, Latex, Kunststoff, Asche, Ruß und Laub, waren für seine Arbeit kennzeichnend.
In der zweiten Hälfte der 1980er Jahre schuf Büttner Kartonklangobjekte in Ton, die er durch Schnüre und Draht verband. Anfang der 1990er Jahre entstanden „Wellpappereliefarbeiten“ und 99 „Aktendeckeldrucke“ aus Wellpappe.
Die künstlerische Tätigkeit des Spätwerks ist gekennzeichnet durch das Experimentieren mit unterschiedlichen Drucktechniken, wie großformatigen Jalousiendrucken auf Leinwand und dem Wiederaufgreifen der Objekte aus gebranntem Ton.

## Ausstellungen (Auswahl)

### Einzelausstellungen
- 1966–1981: Dresden
- 1990: Schnürung Schichtung Leopold-Hoesch-Museum, Gießen
- 1990: Oberhessisches Museum, Gießen (Katalog)
- 1993: Kunsthalle Gießen
- 1997: „Alles aus Papier?“, Staatliche Kunsthalle Karlsruhe
- 1999: Museum Ettlingen
- 1999: Richard Haizmann Museum, Niebüll
- 2000: Kunsthalle Rastatt
- 2005: Kunstmuseum Tondern, Dänemark
- 2021: „Zwischenbereiche – Grafiken und Bildobjekte 1960 bis 2015“, Schloss vor Husum

### Gruppenausstellungen (Auswahl)
- 1967/1968, 1972/1973 und 1977/1978: Dresden, VI. Deutsche Kunstausstellung bis VIII. Kunstausstellung der DDR
- 1974: Frankfurt/Oder, Galerie Junge Kunst („Junge Künstler der DDR“)
- 1977: Leipzig („Kunst und Sport“)
- 1979: Dresden, Bezirkskunstausstellung
- 1985: Dresden, Albertinum („Bekenntnis und Verpflichtung“)

- 1990: „Ausgebürgert“, Albertinum, Dresden. Deutscher Künstlerbund, Berlin
- 1995: „Sinn und Parodie“, Bund Deutscher Künstler Baden-Württemberg, Galerie West im Terminal 1, Flughafen Stuttgart Orangerie Draenert, Immenstaad
- 1997: „Alles aus Papier?“, Staatliche Kunsthalle Karlsruhe
- 1997/1999: Blickwechsel Kunst der Gegenwart, ZKM
- 2000: Kunstverein Bretten (mit Astrid Büttner)
- 2002: „Papier“, Museum für Moderne Kunst, Silkeborg